# Eupithecia problematica
Eupithecia problematica är en fjärilsart som beskrevs av Schütze 1960. Eupithecia problematica ingår i släktet Eupithecia och familjen mätare. Inga underarter finns listade i Catalogue of Life.